# Thibaud Chanuc
Thibault Chanuc est un joueur de kayak-polo international français, né le 11 février 1983 à Agen.
Il évolue en Nationale 1 du championnat de France dans l'équipe d'Agen.

## Sélections
Sélections en équipe de France senior
- Championnats du monde 2006 : Médaille d'or [3]
- Championnats d'Europe 2007 : Médaille de bronze[4]
- Championnats du monde 2008 : Médaille d'argent [5]
- Jeux mondiaux de 2009 : Médaille d'or